# Falu högre allmänna läroverk
Falu högre allmänna läroverk var ett läroverk i Falun verksamt från 1849 till 1968.

## Historik

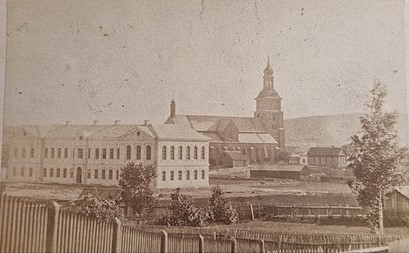
Läroverket fotograferat omkring 1866.

Skolan har sitt ursprung i en medeltida skola från 1519, Falu trivialskola, som 1820 ombildades  till Falu högre lärdomsskola som 1849 ombildades till Falu elementarläroverk för att 1878 ombildades till Falu högre allmänna läroverk.
1966 kommunaliserades skolan och fick därefter namnet Kristinegymnasiet. Studentexamen gavs från 1865 till 1968 och realexamen från 1907 till 1965.